# Família Correia Ximenes
Correia Ximenes (ou Corrêa Ximenes) foi uma família de cristãos-novos, que passou de Portugal (Lisboa) para o Brasil (Rio de Janeiro), em meados do século XVII. Seus mais antigos membros constituíram-se em colonizadores do Rio de Janeiro, tendo sido listados como integrantes de uma das mais antigas famílias cariocas. Foram senhores de alguns dos primeiros engenhos do recôncavo do Rio de Janeiro e também primeiros tabeliões da cidade. No primeiro quartel do século XVIII, duramente perseguida pela Inquisição, a descendência da família acabou abandonando seu antigo e tradicional sobrenome, passando a assinar apenas Corrêa.

## Árvore genealógica
Procede de Gaspar Ximenes Sanches, espanhol, mercador de sedas em Lisboa, e de sua mulher Jerônima Correia. Entre outros, o casal gerou Antônio Correia Ximenes, José Correia Ximenes (c.1624, Lisboa, Portugal - 11 de janeiro 1699, Rio de Janeiro, Brasil) e Isabel Correia Ximenes (c.1627, Lisboa, Portugal - c.1665, Rio de Janeiro, Brasil).  Gaspar Ximenes Sanches, e seu filho Antônio, foram contratadores da 3ª parte do contrato de Angola, no ano de 1636. Também mantinham relações comerciais com o Rio da Prata e com Havana. Não se tem notícia de que este filho Antonio tenha migrado para o Brasil. O filho José também foi para Angola, e lá foi nomeado escrivão. Em 1654, foi enviado ao Rio de Janeiro para se tornar um dos primeiros tabeliões do Brasil, estabelecendo-se definitivamete naquela cidade. A filha Isabel também migrou para o Brasil, estabeleceu-se e formou família no Rio de Janeiro ao se casar com Luiz Machado Homem (c.1622, ? - 3 de abril de 1693, Rio de Janeiro, Brasil).

## A família no Brasil
A 3 de abril de 1654, no Rio de Janeiro, José Correia Ximenes casou-se com Maria de Marins, filha de João Varela e de Bárbara de Amim. Mais adiante, um irmão de Maria, Manoel Marins de Brito, casaria-se com a sobrinha de José, Jerônima Correia Ximenes, iniciando-se assim a costumeira endogamia no seio da família Correia Ximenes no Brasil, e que repetiria-se muitas vezes até o século XIX. Do casamento de José com Maria de Marins foram gerados cinco filhos: João Correia Ximenes (c.1656, Rio de Janeiro – c.1713, Rio de Janeiro), José Correia Ximenes (29 de junho de 1668, Rio de Janeiro – 19 de março de 1743, Rio de Janeiro), Antônio Correia Ximenes (c.1667, Rio de Janeiro - ?), Isabel Correia Ximenes (c.1668, Rio de Janeiro - ?) e Tomás Correia Ximenes. 
Em 1661, José Correia Ximenes, pai, foi nomeado tabelião do 1º Ofício de Notas do Rio de Janeiro, onde teve exercício na serventia de 1661 a 1666. Em 1666, recebeu a propriedade do 4º Ofício de Notas, por renúncia feita em seu favor pelo capitão Domingos da Gama Pereira, por carta de 17 de maio. Em 1671, por motivo de doença, licenciou-se, renunciando a propriedade em favor de seu filho mais velho, João Correia Ximenes, ainda menor de idade naquela ocasião. Conservou-se na propriedade do cartório do 4º Ofício de Notas até 1676, quando, finalmente, seu filho João foi encartado no ofício. No entanto, ainda em 1683, seria foi provido à serventia do ofício de Índios, encerrando, logo em seguida, sua carreira pública.

### Os irmãos João e José
Os irmãos João Correia Ximenes e José Correia Ximenes, filho, casaram-se, respectivamente, com as irmãs Brites de Paredes (c.1674, Rio de Janeiro – c.1723, Rio de Janeiro) e Guimar de Azeredo Paredes (c.1679, Rio de Janeiro – ?), filhas de Agostinhos de Paredes (c.1628, Rio de Janeiro – 30 de março de 1722, Rio de Janeiro) e de Ana de Azeredo Coutinho ( ? – 24 de abril de 1704), mais tarde todos presos e julgados por judaísmo, pela Inquisição, em Lisboa. Ambos irmãos, assim como havia sido seu pai, foram tabeliões no Rio de Janeiro. João foi o titular do 4º Ofício de Notas no período de 1676 a 1712, e José, pelo período de 1692 a 1699, no mesmo cartório, por motivo de afastamento de seu irmão. Constituíram-se em ricos senhores de engenho no Rio de Janeiro, com propriedades em Inhaúma, Irajá, São João de Meriti, e São Gonçalo. José construiu a igreja de Inhaúma, onde tinha seu principal engenho, o Engenho da Cruz, e seu irmão, João, levantou, por volta de 1708, a capela de Nossa Senhora da Conceição, na freguesia de São João de Meriti, no porto de Freguesia. Mas nem mesmo a fundação de igrejas, os livrariam dos tormentos da Inquisição, que não pouparia suas mulheres, filhos, sobrinhos, e nem mesmo seus filhos naturais, havidos antes de seus respectivos casamentos.
João Correia Ximenes e Brites de Paredes tiveram onze filhos: Mariana de Paredes (1693, Rio de Janeiro - ?), Agostinho Bernardo Correia de Paredes (c.1694 - ?), Anna Maria Correia (c.1696 - ?), João Correia Ximenes (c.1701 - ?), Emereciana, Guiomar de Paredes (c.1709 - ?), Barboza, Brites, Cecília, João Thomás, Isabel Correia de Marins (c.1709 - ?).
José Correia Ximenes e Guimar de Azeredo de Paredes tiveram treze filhos: Maria (c.1699 - ?), Manuel (c.1700 - ?), Agostinho José de Azeredo Ximenes (c.1701, Rio de Janeiro - c.1743), José Francisco Correia (c.1704 - ?), Anna de Azeredo (c.1706 - ?), Esperança de Azeredo (c.1708 - ?), Manuel (c.1709 - ?), Guiomar de Paredes (c.1710 - ?), Antonia Correia (c.1712, Rio de Janeiro - ?), Luiza (c.1719 - ?), Leonor (c.1726 - ?), Cecília Correia (c.1731 - ?), casada com seu primo-irmão João Correia Ximenes, filho, e Brites de Azeredo (c.1733 - ?.

## A família e a Inquisição
Por mais de três séculos, muitas famílias judias de Portugal disfarçaram-se de cristãos-novos. Mas, ao longo do século XVII, o Santo Ofício intensificaria sua perseguição aos judeus na Península Ibérica, e muitos deles sairiam em fuga para o Brasil. Os Correia Ximenes já haviam sido apontados como judeus em Lisboa, e assim tentaram construir vida nova em terras brasileiras. Durante meio século a família cresceu, enriqueceu, e uniu-se em casamento a diversas outras antigas famílias de cristãos-novos do Rio de Janeiro, como os Mariz, os Paredes e os Azeredo Coutinho. Foram elencados entre as primeiras famílias da chamada elite colonial brasileira. Mas a paz não chegaria a completar um século. O Santo Ofício não tardaria em atravessar o Atlântico, e ir buscar em terras da Colônia aqueles apontados como marranos. A princípio, os cristãos-novos seriam apontados por seus próprios vizinhos, em muitos casos numa atitude de inveja, tal como aconteceu com os irmãos João e José Correia Ximenes, que acabaram presos em 1712. Mas mais tarde, seriam os próprios parentes que denunciariam-se uns aos outros, em geral sob o tormento da tortura, fechando assim os trabalhos do Santo Ofício, cujo objetivo maior era de exterminar definitivamente toda a nação de cristãos-novos do Rio de Janeiro.
Nesta ocasião, o plantio da cana de açúcar era a mola propulsora da economia carioca, e fonte da maior parte da arrecadação de impostos, que era direcionada aos cofres do Reino português. Estima-se que, na virada do século XVII para o século XVIII, ¾ da população branca do Rio de Janeiro fosse formada por cristãos-novos,  que, por sua vez, dominavam o plantio da cana e a propriedade dos engenhos.
Dentre muitas severas punições, os cristãos-novos estavam sujeitos ainda à pena de confisco e perda de todos os seus bens, fossem eles móveis ou imóveis. Durante as sessões de tormento, as irmãs Brites e Guimar de Paredes foram obrigadas a listar todos os bens de seus maridos, João Correia Ximenes e José Correia Ximenes, indicando ao confisco desde o senhorio dos engenhos até mesmo suas joias, livros e mobiliário europeu de suas residências na cidade do Rio de Janeiro. O resultado de tamanha investida sobre a elite carioca, foi a quebra imediata de muitos engenhos, e a consequente redução da arrecadação tributária portuguesa. O Reino deveria ser o destinatário último dos bens confiscados pela Inquisição, mas os alegados altos custos dos prisioneiros justificavam a retenção definitiva dos bens por parte do Santo Ofício. Inconformado, e a fim de proteger sua arrecadação, o Reino determinou a proibição do confisco dos bens dos cristãos-novos do Rio de Janeiro, mas para a família Correia Ximenes esta medida chegou tarde demais. Acredita-se que do patrimônio imobiliário dos Correia Ximenes somente as terras em São Gonçalo, no Rio de Janeiro, tenham sido salvas das garras da Inquisição.

### Os aprisionados
Homens:
	João Correia Ximenes, preso em 1712, Auto de fé em 9 de julho de 1713, pena: confisco de bens, abjuração em forma, cárcere e hábito penitencial perpétuo, instrução na fé católica e penitências espirituais;
	José Correia Ximenes, filho, preso em 1712, Auto de fé em 1713, pena: abjuração em forma, cárcere e hábito penitencial perpétuo, penas e penitências espirituais;
	Agostinho José de Azeredo Ximenes, filho de José Corrêa Ximenes, preso em 1712, uma vez condenado, voltou ao Brasil, mas foi denunciado por uma segunda vez, suicidando-se antes da segunda prisão. João Thomáz de Maris, filho de João Corrêa Ximenes, denunciado por seu tio José Corrêa Ximenes em 1713 e por outras testemunhas, preso, mas falecido antes de seu julgamento.
Mulheres:
	Ana Maria Correia, presa em 3 de junho de 1723, Auto de fé em 10 de outubro de 1723, pena: hábito que se tira no Auto;
	D. Guimar de Paredes (Azeredo), presa em outubro de 1712, Auto de fé em 9 de julho de 1713, pena: cárcere e hábito penitencial perpétuo; Brites de Paredes, presa em outubro de 1712, Auto de fé em 9 de julho de 1713, pena: cárcere e hábito penitencial perpétuo;
	Guimar de Paredes (Marins), presa em 1716, Auto de fé em 10 de outubro de 1723, pena: hábito que se tira no Auto; D. Maria de Maris, presa em 1718, morreu na Bahia, a caminho de Lisboa, em 1722;
	D. Mariana de Paredes Correia, presa em 1714, Auto de fé em 1717, pena: cárcere e hábito penitencial perpétuo. 
Filhos naturais: José Correia Ximenes, neto, filho natural de João Correia Ximenes com uma parda de nome Bernarda, preso em 1713, pena: confisco de bens, abjuração em forma, cárcere e hábito penitencial perpétuo, instrução na fé católica, penitências espirituais. Em 4 de janeiro de 1719, a Mesa deu licença ao réu para ir para o Rio de Janeiro;
	Joana Correia Ximenes, filha natural de João Correia Ximenes com uma parda chamada Bernarda, presa em 1714, Auto de fé em 1714, pena: cárcere e hábito penitencial perpétuo. Luiza Corrêa, filha natural de João Correia Ximenes com uma parda chamada Bernarda, denunciada por seus irmãos inteiros José e Joana Corrêa, presa, mas falecida antes de seu julgamento.
Parentes próximos:
	Ana de Paredes, presa em 7 de outubro de 1715, Auto de fé 16 de Fevereiro de 1716, pena: cárcere e habito penitencial perpétuo;
	Brites de Lucena (Azeredo), presa em 1713, Auto de fé em 1713, pena: cárcere e hábito penitencial perpétuo;
	Manoel de Paredes, falecido no cárcere;
	Ines de Paredes (ou da Silva), presa em 1723, Auto de fé em 1723, presa a segunda vez em 1724, Auto de fé em 1727, pena: penitências espirituais, açoite, cinco anos de degredo no Algarve.

## A descendência da família nos séculos XIX e XX, em São Gonçalo, Rio de Janeiro
A descendência de Antônio Corrêa Ximenes e de Eusébio Corrêa Ximenes, ambos já nascidos em meados do século XVIII, estabeleceu-se em São Gonçalo, Rio de Janeiro. Antonio era senhor de engenho em São Gonçalo. Casou-se com Francisca Ignácia Botelho, proveniente de Fayal, Açores. Desta união nasceu o major João Antonio Corrêa.
João Antônio Corrêa, nascido já na segunda metade do século XVIII, constituiu-se num fazendeiro em São Gonçalo, proprietário da Fazenda do Porto Novo. Foi Almotacel em Niterói, em 1823. Em 1829, foi eleito vereador na primeira eleição para a Câmara de Niterói, após a promulgação da Lei Orgânica dos Municípios Brasileiros. De seu casamento com sua prima Ignez Maria de Jesus, nasceram Justino José Corrêa (? – 11 de março de 1852) e o padre Zeferino José Corrêa (? – 17 de novembro de 1871, São Gonçalo, Rio de Janeiro), também político em São Gonçalo e Niterói.
O referido Justino José Corrêa casou-se com Angélica Maria de Jesus (? – 20 de outubro de 1852), filha do político niteroiense Marcolino Antonio Leite, um dos homens mais ricos do Império brasileiro e de Francisca Maria de Jesus, a viscondessa de Jequitinhonha. Desta união nasceram sete filhos, dos quais seis homens, e todos assinando José Corrêa. Dentre estes filhos destaca-se Marcolino José Corrêa (3 de dezembro de 1832 - ?), que casou-se com sua prima-irmã Maria Alexandrina Corrêa, filha natural de seu tio, o padre Zeferino José Corrêa, repetindo mais uma vez a endogamia, tão característica dos cristãos-novos. 
Marcolino José Corrêa e Maria Alexandrina Corrêa tiveram  7 filhos : Antônio José Corrêa bp	12.06.1860, Zeferino (falecido logo após o	nascimento ou natimorto) 1861 ou 1862), Zeferino José Corrêa bp 01.03.1863, Marcolino José Corrêa, Maria Angélica Corrêa, Francisco José Corrêa, João José Corrêa. 
Zeferino José Corrêa  casou-se com Elvira Mesquita de Carvalho, nascida em Itaboraí, em 1869, filha do professor José Gregório de Carvalho e de sua mulher Antonia Mesquita. Elvira foi professora do ensino público em Niterói, na época, capital da Província do Rio de Janeiro, e Zeferino, além de viver e trabalhar em Niterói, possuía  uma pequena propriedade produtora de laranja em São Gonçalo, certamente,  herança de seus antepassados, outrora grandes proprietários rurais na região. 
O casal teve 13 filhos, dos quais apenas 6 sobreviveram :  Venina (1891), Diva (1896), Açucena (1900), , Riza (1901)  Zeferino José Filho (1903) e Solange (1904). 
Venina Corrêa casou-se com Francisco Raphael de Castro Torres, e, seguindo a tradição familiar, se dedicou ao magistério e, em sua homenagem, dois estabelecimentos de ensino público levam seu nome : Escola Municipal Venina Corrêa Torres - Belfod Roxo, Rio de Janeiro, RJ e .Colégio Estadual Venina Corrêa Torres - Nova Iguaçu, RJ. O casal teve uma única filha, Dylceia Corrêa Torres. 
Diva formou-se em dentista e se casou com Joaquim Guilherme de Souza Leitão Maldonado, também dentista e funcionário da Repartição-Geral dos Telégrafos . O casal teve 8 filhos : Leda Corrêa Maldonado, Neusa Corrêa Maldonado, Solony Corrêa Maldonado, Fernando Canuto Maldonado, Joaquim Murillo Maldonado, Marília Corrêa Maldonado, Gilda Corrêa Maldonado e Marcílio Augusto Corrêa Maldonado. 
Açucena foi professora da rede pública e se casou com Álvaro Júlio da Silva Rocha Junior. O casal teve uma única filha, Enalva Corrêa Rocha. 
Riza Corrêa faleceu aos 22 anos, solteira. 
Zeferino José Corrêa Filho foi  funcionário público da Repartição-Geral dos Telégrafos e investigador na  Delegacia Regional de São Gonçalo. Casou-se com Leopoldina Pecher de Carvalho e o casal teve 2 filhos : Nauro Antônio Corrêa e Maria da Conceição Corrêa. 
Solange Corrêa foi datilógrafa e se casou  com Theóphilo Ferreira Silva. Não tiveram filhos.     
- RHEINGANTZ, Carlos G. - Primeiras Famílias do Rio de Janeiro, vol. I, Livraria Brasileira Editora,1965.
- GORENSTEIN, Lina - A inquisição contra as mulheres, Rio de Janeiro, séculos XVII e XVIII, Humanitas e FAPESP, 2005.
- MACEDO, Deoclécio Leite - Tabeliões do Rio de Janeiro, 1o ao 4o ofícios, 1565-1822, Casa Civil - Presidência da República.
- CAMPOS, Maristela Chichorro - O Governo da Cidade: elites locais e a urbanização de Niterói (1835-1890), UFF, 2004.
- BARATA, Carlos Eduardo de Almeida; BUENO, Antônio Henrique da Cunha (1999–2001). Dicionário das famílias brasileiras. Rio de Janeiro: [s.n.] 5251 páginas. LCCN 99885494. OCLC 45118700. OL 141924M